# Ermenonville-la-Petite
 Ermenonville-la-Petite  là một xã thuộc tỉnh Eure-et-Loir trong vùng Centre-Val de Loire ở bắc trung bộ nước Pháp. Xã này nằm ở khu vực có độ cao trung bình 160 mét trên mực nước biển.